# Будь щаслива, Юлія!
«Будь щаслива, Юліє!» (рос. «Будь счастлива, Юлия!») — радянський фільм-мелодрама 1983 року.

## Сюжет
У центрі фільму — любовний трикутник: медсестра Юлія, її чоловік Раду і нова співробітниця Віра, яку Юлія, по доброті душевній, запросила пожити в своїй квартирі.

## У ролях
- Олена Проклова —  Юлія
- Міхай Волонтир —  Раду
- Ірина Юревич —  Віра
- Євгенія Тодорашко —  Таїсія
- Васіле Тебирце —  Оніке
- Віктор Чутак —  Бадя Тудос
- Юрій Веяліс —  Ігор
- Тіке Бургіу —  Міту

## Знімальна група
- Автор сценарію: Андрій Бурак
- Режисер: Якоб Бургіу
- Оператор: Валентин Бєлоногов
- Художник: Федір Лупашко
- Композитор: Тудор Кіріяк